# Dorfkirche Behlendorf

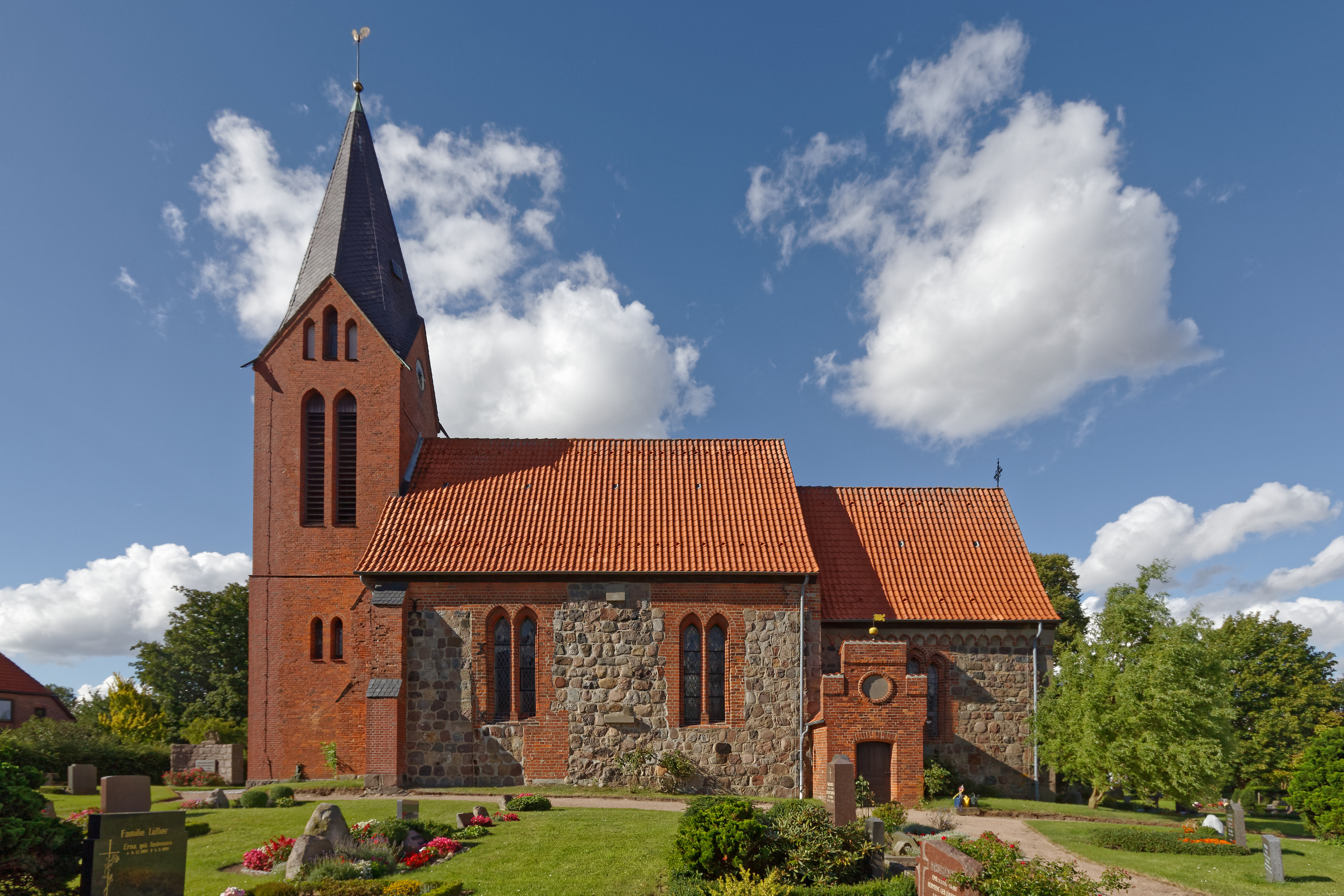
Kirche in Behlendorf (Außenansicht)

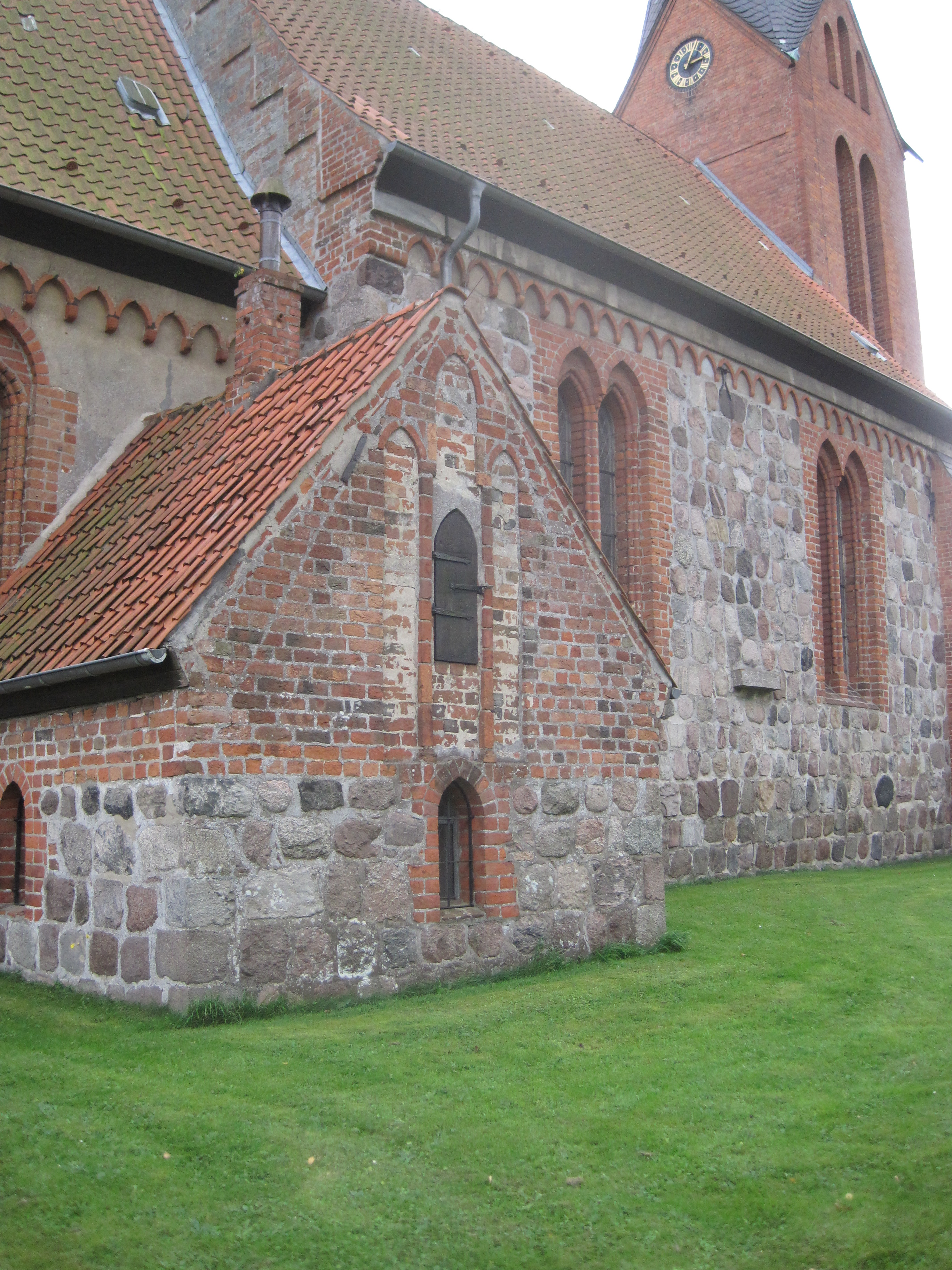
Sakristei (Außenansicht)

Die evangelisch-lutherische Dorfkirche Behlendorf ist eine frühgotische Feldsteinkirche in Behlendorf im Kreis Herzogtum Lauenburg im deutschen Bundesland Schleswig-Holstein.

## Geschichte
Die Gründung der einschiffigen Feldsteinkirche in Behlendorf ist urkundlich nicht belegt. In ihren Ursprüngen wird sie auf die Mitte des 13. Jahrhunderts datiert. Der Kirchturm wurde 1893 errichtet; vorher besaß die Kirche einen hölzernen Glockenturm aus dem Jahr 1660.
Die Kirche besteht aus einem Schiff von zwei Jochen und einem eingezogenen Kastenchor. Die Sakristei an der Nordseite ist ebenfalls aus der Zeit der Frühgotik. Der Vorbau an der Südseite der Kirche ist später angebaut worden. Im Inneren finden sich in den Jochen des Kirchenschiffes und im Chor Kreuzrippengewölbe. Im Westen befindet sich eine Empore. Einige Ausmalungen der Kirche aus ihrer Entstehungszeit sind erhalten.

## Ausstattung

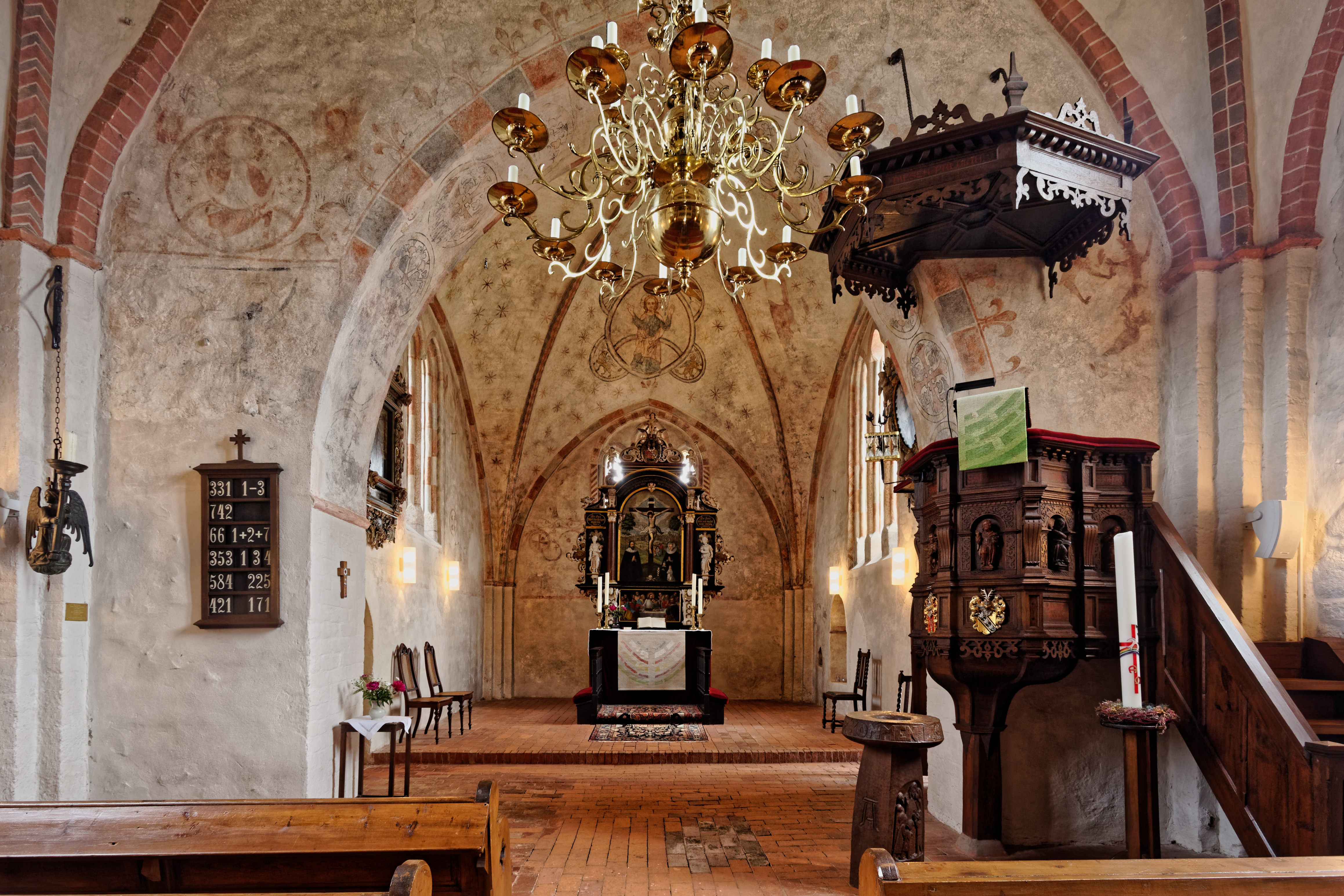
Altarraum mit Kanzel

Den barocken Altaraufsatz und die Kanzel im Stil der Spätrenaissance stiftete 1635 Katharina Brosius geb. Warendorp, die Witwe des Behlendorfer Hofpächters Bernhard Brosius, der Kirche. Sie tragen die Wappen beider Familien. Auf dem Altarbild ist die Stifterfamilie mit ihren drei Kindern abgebildet. Auf der Kanzelbrüstung ist eine Kanzeluhr mit vier Sanduhrgläsern angebracht.
Die erste Tauffünte aus Gotlandkalkstein befindet sich seit dem 19. Jahrhundert im Besitz des St.-Annen-Museums in Lübeck.
Die Kirchenfenster tragen 39 Wappen in Glasmalerei, überwiegend die Wappen Lübecker Ratsfamilien aus dem Jahr 1603, ein Hinweis, dass Behlendorf von 1428 bis 1937 als Exklave zur Hansestadt gehörte. Weiter gibt es in der Kirche Pastorenbilder und -epitaphien.

### Orgel

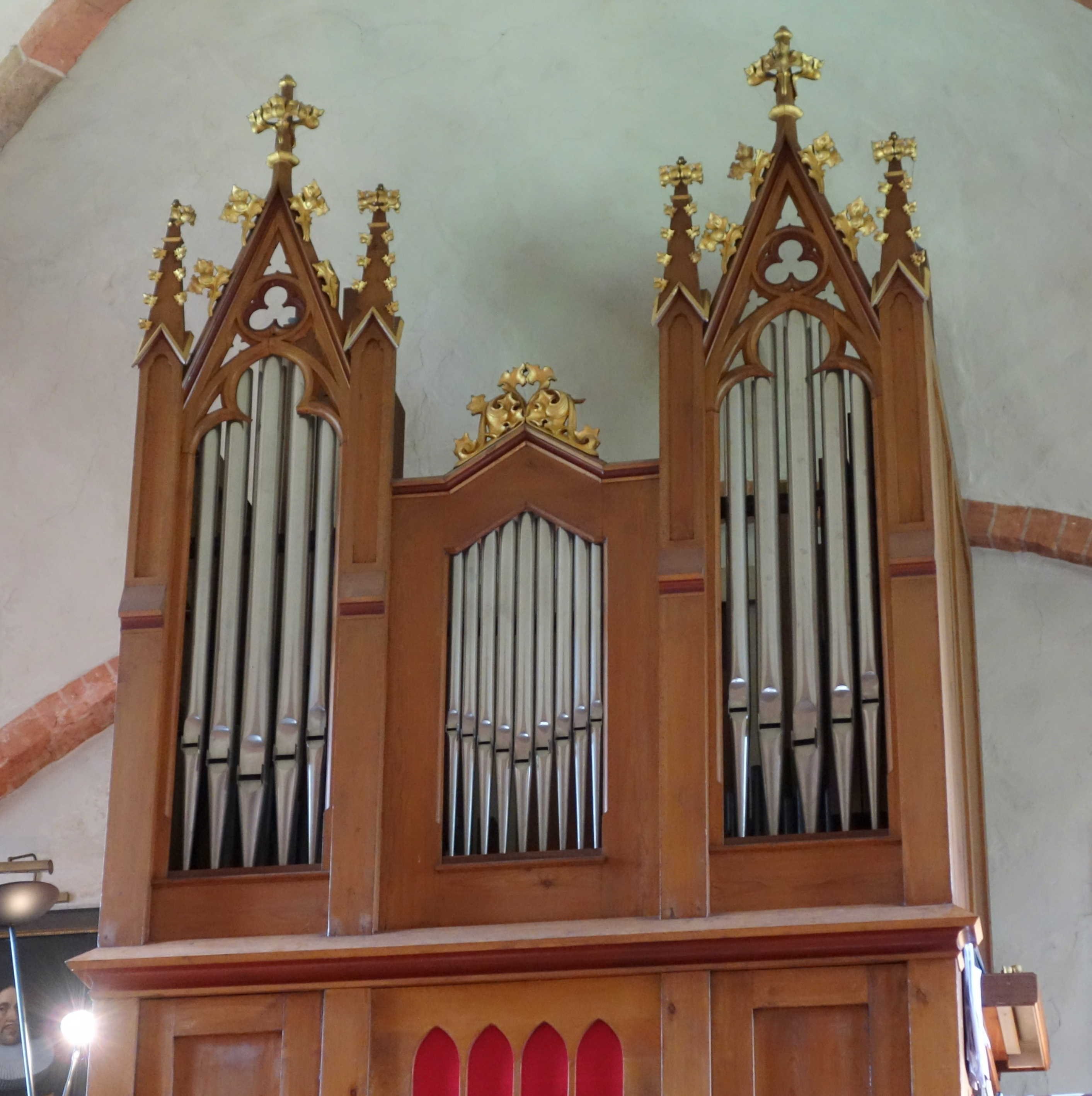
Schulze-Becker-Orgel von 1868/1972

Die aus einem Manual mit angehängtem Pedal bestehende Orgel ist der Umbau eines älteren Instrumentes von Johann Friedrich Schulze aus dem Jahr 1868. Die ausführende Werkstatt des Orgelbauers Klaus Becker hatte zur Bauzeit 1972 ihren Firmensitz noch im nahe gelegenen Tremsbüttel. Das Instrument hat sieben Register und folgende Disposition:
| Manual C–f3 |                  |       |
| 1.          | Lieblich Gedackt | 16′   |
| 2.          | Geigenprinzipal  | 8′    |
| 3.          | Gedackt          | 8′    |
| 4.          | Prinzipal        | 4′    |
| 5.          | Flöte            | 4′    |
| 6.          | Quinte           | 1 ⁄3′ |
| 7.          | Mixtur II        |       |

| Pedal C–  |
| Angehängt |

- Spielhilfen: Kalkantenzug

### Glocken
Von dem ursprünglichen Geläut der Behlendorfer Kirche ist nichts mehr erhalten.
Dennoch rufen drei sehr unterschiedliche Glocken zu Gottesdienst und Gebet:

| Nr. | Gussjahr | Gießer                                            | Durchmesser (mm) | Masse (kg) | Schlagton (HT-1/16) | Anmerkungen                                                                   |
| 1   | 1935     | Ohlsson, Lübeck                                   | 970              | ~550       | as'+2               | gegossen für die im 1. Weltkrieg eingeschmolzene Glocke                       |
| 2   | 1735     | Johann Gottfried Wittwerck (Glockengießer Danzig) | 712              | 212        | c2+6                | ist eine Paten-/(Leih-)Glocke aus Weichselmünde bei Danzig, heute Wisłoujście |
| 3   | 2007     | Gießerei Maria Laach                              | ~635             | 172        | es2+2               |                                                                               |

## Gemeinde

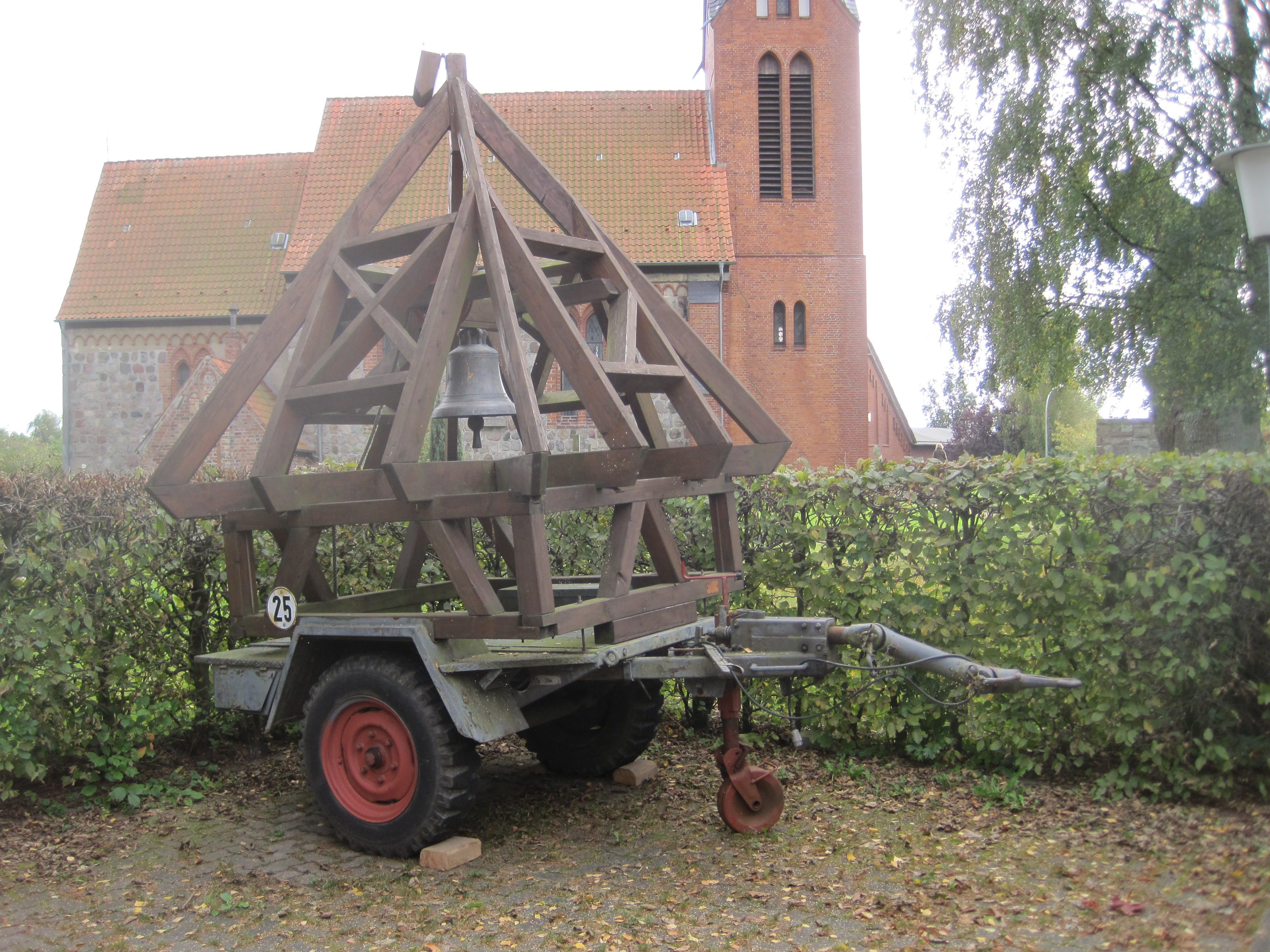
Fahrbarer Glockenstuhl der Kirchgemeinde

Auch nach der Eingliederung Behlendorfs in den Kreis Herzogtum Lauenburg 1937 gehörte die Kirchengemeinde weiterhin zur Evangelisch-Lutherischen Kirche in Lübeck bzw. zum Kirchenkreis Lübeck der Nordelbischen Evangelisch-Lutherischen Kirche. 1978 schlossen sich die Kirchengemeinden der beiden ehemaligen Exklaven Nusse und Behlendorf zusammen. Im Zusammenhang mit der Neugliederung der Kirchenkreise kam die Gemeinde 2009 zum Bezirk Lauenburg des vereinigten Kirchenkreises Lübeck-Lauenburg, seit 2012 der Evangelisch-Lutherischen Kirche in Norddeutschland.

## Pastoren

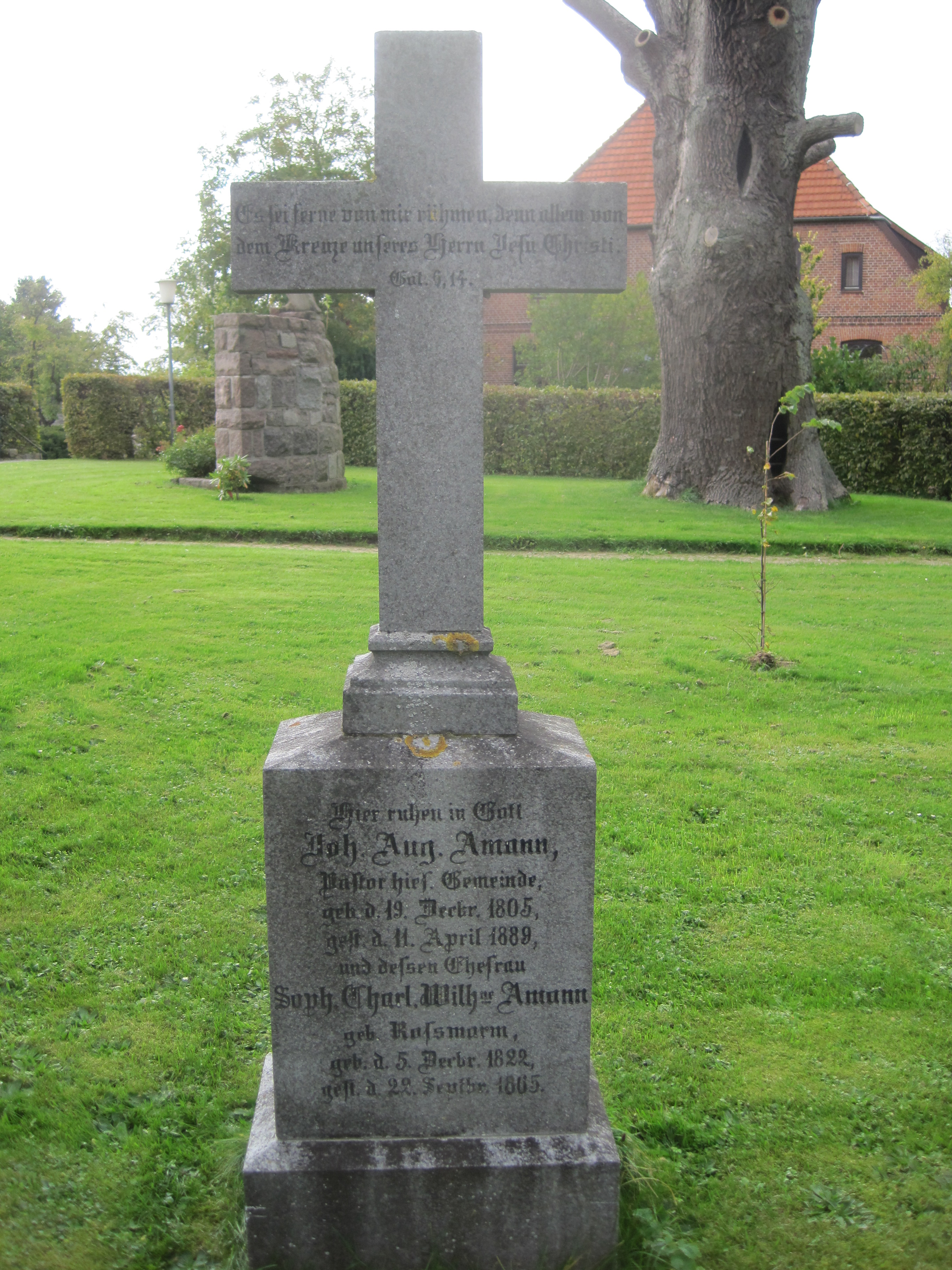
Grab des Pastors Amann auf dem Kirchhof

Nach Jacob von Melle und dem Archiv der Kirchengemeinde
- Wulfgang Mantzoll, ca. 1566–1568
- Johann Niebuhr, 1574–1627 (verstarb im Alter von 90 Jahren)
- Johann Bilefeld, 1627–1658 (Epitaph von 1640 in der Kirche)
- Hermann Bostel, 1658–1669
- Magister Nicolaus Schoof, 1669–1670 (Pastorenbild in der Kirche)
- Hinrich Lübbert, 1670–1703, lässt einen Behlendorfer Katechismus drucken
- Caspar Köhn, 1703–1714, verheiratet mit Christina, jüngste Tochter von Samuel Pomarius. Nach seinem Tod heiratete sie Matthias Meyer.[5]
- Matthias Meyer aus Lübeck, 1714–1748 (Epitaph in der Kirche)
- Magister Franz Meyer aus Lübeck, 1748–1759, Sohn von Matthias Meyer und Großvater von Johann Friedrich Albrecht August Meyer
- Samuel Georg Busekist, 1760–1784
- Johann Daniel Denso aus Stargard, 1784–1810, Sohn von Johann Daniel Denso
- Philipp C. Lamprecht, 1810–1838
- Johannes A. Amann, 1838–1876
- Carl J. Amann, 1876–1912, † 1915 (Pastorenbild in der Kirche)
- Richard C. Fischer, 1913–1930
- Pfarrverweser Rudolf Scheuer, 1936–1938
- Carl Brummack, 1945–1948
- Vakanz 1948–1952, Vertretung durch die Pastoren Adolf Riege, Dr. van Beuningen, Driemler und Vikar Pauls
- Pastor Neumann, 1952–1963
- Vakanz 1963–1964
- Pastor Ritterhoff, 1964–1970
- Hans-Joachim König
- 1978 Fusion mit der Kirchengemeinde Nusse zur Kirchengemeinde Nusse-Behlendorf
- Claus Christen, um 1985
- Torsten Reimer

## Kirchhof
- Der Autor Günter Grass wurde 2015 auf dem Behlendorfer Friedhof beigesetzt.